# John Riseley-Prichard
John Henry Augustin Prichard (később: Riseley-Prichard; Hereford, 1924. január 17. – 1993. július 8.) brit autóversenyző.

## Pályafutása
1954-ben részt a vett a Formula–1-es világbajnokság brit versenyén. John egy baleset miatt nem ért célba a futamon. Ebben az időszakban elindult több, a világbajnokság keretein kívül rendezett Formula–1-es versenyen is.
1955-ben rajthoz állt a Le Mans-i 24 órás viadalon. A futamra Tony Brooks váltótársaként nevezett; kettősük nyolcvanhárom kör megtétele után kiesett.
Később gyermekpornográfiával kapcsolatos ügyben megvádolták és Thaiföldre menekült. Hosszú betegség után Baan Kai Thuan városában hunyt el, AIDS-ben.

## Eredményei

### Teljes Formula–1-es eredménylistája
(Táblázat értelmezése)

(Félkövér: pole-pozícióból indult; dőlt: leggyorsabb kört futott) 

| Év   | Csapat                 | Modell           | Motor                  | 1   | 2   | 3   | 4   | 5      | 6   | 7   | 8   | 9   | Helyezés | Pont |
| ---- | ---------------------- | ---------------- | ---------------------- | --- | --- | --- | --- | ------ | --- | --- | --- | --- | -------- | ---- |
| 1954 | RRC Walker Racing Team | Connaught A Type | Lea-Francis Straight-4 | ARG | 500 | BEL | FRA | GBR Ki | GER | SUI | ITA | ESP | -        | 0    |

### Le Mans-i 24 órás autóverseny
| Év   | Csapat            | Autó             | Csapattárs  | Helyezés |
| ---- | ----------------- | ---------------- | ----------- | -------- |
| 1955 | Aston Martin Ltd. | Aston Martin DB3 | Tony Brooks | Kiesett  |